# Tirup
Tirup är kyrkbyn i Tirups socken i Svalövs kommun i Skåne, belägen väster om Svalöv.
Tirups kyrka med kyrkogård och den gamla folkskolan är ett välbevarat sockencentrum. Folkskolebyggnaderna för storskolan och mellanskolan finns fortsatt bevarade i bykärnan i Tirup. Där ligger också kvar en gård i byn. Övriga gårdar flyttades ut vid enskiftet 1804.  Byn bestod 1804 av ett tiotal gårdar. Tirups socken består av byarna Tirup och Tarstad. I Tarstad fanns 19 gårdar före enskiftet. Byarna omgavs av åkermark utan bebyggelse. 1800-talets enskifte innebar, att de tidigare sammanhållna miljöerna ersattes av en spridd gårdsbebyggelse. Gårdarna i byn ersattes av gatehus.